# ヤン・カレル・ファン・デン・ブルーク
ヤン・カレル・ファン・デン・ブルーク（Jan Karel van den Broek、1814年4月4日、ヘルヴィネン - 1865年5月23日、アペルドールン）は、オランダの医師。幕末に来日し、長崎でオランダ医学、化学、写真術を伝えた。

## 経歴
1814年4月4日、オランダのヘルダーラント州ヘルヴィネン（Herwijnen）に生まれる。ロッテルダムで医学教育を完了した後、1837年からアーネムで医師として働き始めた。そこで医師グループ「利益と幸福のために（'Tot nut en vergenoegen' ）」の会員となった。そこで会員や一般市民に対し、多くの講義や実演を行なっている。
1852年、突然オランダ領東インドに向かうことを決意し、友人たちを驚かせた。オランダを離れる前に、グロニンゲン大学から、人の耳の研究に対して名誉博士号を貰っている。東インドでは、短期間ジャワ島のチルボンで勤務したが、その後出島に勤務することとなり、1853年8月1日に長崎に到着した。
ファン・デン・ブルークは、長崎では医師としての仕事は殆ど無いものの、他の様々な技術領域において彼の助けが有用であることを見出した。日本人に協力し、鋳造工場、反射炉、造船所、蒸気機関とその製造所、硫酸やその他化学物質の製造、などに携わった。1854年12月には日蘭/蘭日辞書の作成を開始し、亡くなるまでその仕事を続けた。1856年からは古川俊平ら長崎海軍伝習所の何人かの学生に、写真術を教え始めた。
1857年、ファン・デン・ブルークは、商館長で駐日オランダ理事官を兼務していたヤン・ドンケル・クルティウスからバタヴィアに送り返された。後任の医師はポンペであった。クルティウスはファン・デン・ブルークを非常に嫌っていた。1859年にはオランダに戻り、名誉の回復につとめ、それに成功した。
1865年5月23日、アペルドールンで死亡。
彼の論文と辞書の草稿はアーネムの市立図書館に保管されている。彼の事務書簡はハーグのオランダ国立公文書館にある。